# Caliban
Caliban är en av Uranus månar. Den upptäcktes 1997 av en grupp amerikanska astronomer med hjälp av teleskopet Hale, och fick den tillfälliga beteckningen S/1997 U 1. Den är också betecknad Uranus XVI.
Caliban är en av de minsta och den näst närmaste utanför de fem stora av Uranus månar och den har en diameter på ungefär 98 km. Utöver dess bana runt planeten och dess mycket låga albedo, är Calibans egenskaper i stort sett okända. Den har en retrograd rörelse runt planeten, vilket betyder att den rör sig i motsatt riktning av planetens rotation.
Caliban är uppkallad efter en av huvudpersonerna i William Shakespeares pjäs Stormen.